# Peter B. Hauser
Peter B. Hauser (* 16. Oktober 1942 in Reichenberg, Reichsgau Sudetenland) ist ein Sammler von numismatischen Objekten, Münzen, Medaillen, Orden und Dekorationen sowie von Banknoten. Er gilt als Numismatik-Experte.

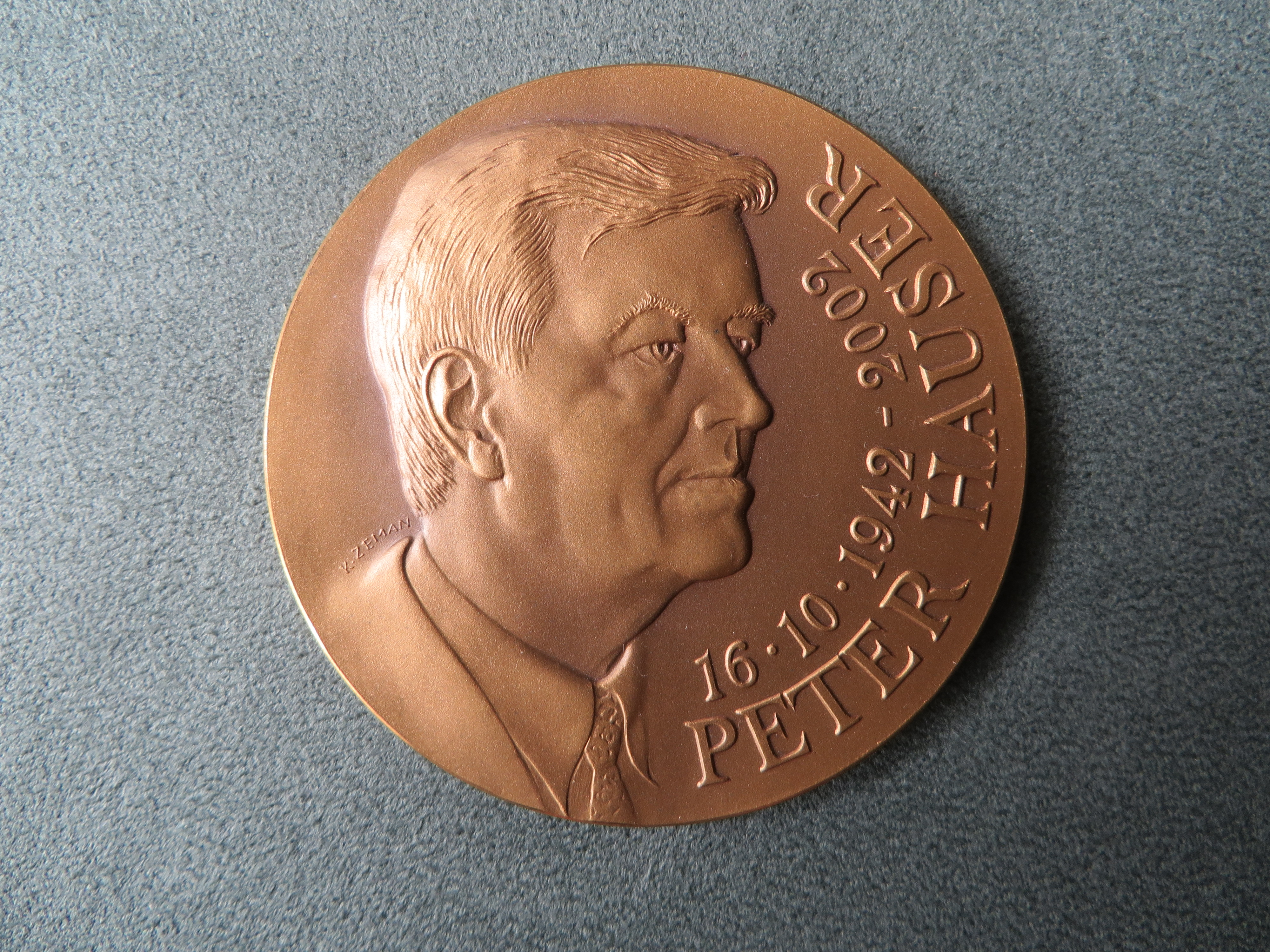
Zum 60. Geburtstag von Peter B. Hauser (Medailleur Karel Zeman Prag)

## Wirken
Hauser verfasste Beiträge für numismatische Fachzeitschriften und hielt dazu Vorträge. Er ist seit den 1970er Jahren gerichtlich beeidigter Sachverständiger für die Fachgebiete Philatelie, Numismatik, Medaillen und altes Papiergeld und leitete 30 Jahre die numismatische Vereinigung in Linz. Seit 1956 ist er mit der Österreichischen Numismatischen Gesellschaft in Wien in Verbindung, seit 1974 deren Mitglied. Hauser ist seit 1999 auch Mitglied der Tschechoslowakischen Numismatischen Gesellschaft.
Hauser war maßgeblich an der Inventarisierung der oberösterreichischen Ortsmedaillen und an den Vorarbeiten für die Sonderausstellung 1982 Notgeld aus Oberösterreich im Linzer Schlossmuseum beteiligt. Er verfasste die Texte zur Sonderausstellung in der Numismatischen Sammlung des OÖ. Landesmuseums Wandern in Oberösterreich.
Hausers bevorzugtes Sammelgebiet sind Gelegenheitsmedaillen, die in Österreich-Ungarn in der zweiten Hälfte des 19. Jahrhunderts geprägt wurden. Seine Sammlung umfasst über 8000 Einzelstücke, darunter viele bisher kaum beschriebene. Mit dem von ihm dazu erstellten Katalog hat Hauser "nicht nur seiner Sammlung, sondern auch seiner Person ein Denkmal gesetzt."
Hauser präsentiert seine Sammlung und seine Publikationen im Rahmen von Vorträgen vor Fachpublikum. Er konnte in den letzten vier Jahrzehnten eine der größten österreichischen Medaillensammlungen von der Zeit Maria Theresias bis zur Gegenwart zusammentragen.
Im Jahre 2018 veröffentlichte Hauser einen Katalog, der auf 560 Seiten rund 4.400 Objekte aus seiner Privatsammlung dokumentiert. Ausführlich beschrieben werden alle vorliegenden Ausgaben der österreichischen Republik seit ihrer Gründung im Jahr 1918 bis zum heutigen Tage in vier Hauptgruppen: 
1.	Republik Österreich, allgemeine Emissionen, rund 550 Stück
2.	Die Bundesländer in alphabetischer Reihung, rund 880 Stück
3.	Wien (als Bundesland und Bundeshauptstadt), über 2.000 Stück
4.	Gemeinden Österreichs (ca. 600 Bezeichnungen), über 2.000 Stück
Den Abschluss bilden Ausgaben verschiedener österreichischer numismatischer Vereinigungen sowie die österreichischen Kalendermedaillen seit 1932.
Eine weitere Veröffentlichung seines Medaillen-Sammlungsbestandes erfolgte 2020 mit der 554 Seiten umfassenden Beschreibung von Objekten auf Personen (Adel, Politik, Kunst, Wissenschaft, Numismatik, Private – weltweit) und Firmen – Gesellschaften – Geldinstitute – Werksbetriebe – Hotels etc. Den dritten Abschnitt bildet ein umfangreicher Nachtrag zum „Österreich 1918/2018“-Band:
- Abschnitt 1: Personen – über 1.000 Namen auf rund 1.900 Medaillen, Plaketten, Jetons
- Abschnitt 2: Firmen –  über 400 Bezeichnungen auf rund 700 Objekten
- Abschnitt 3: Nachtrag Österreich – 2.000 Medaillen, Plaketten und Jetons

Für sein lebenslanges herausragendes und anerkanntes Wirken auf dem Gebiet der Numismatik wurde ihm im Jahr 2022 der Berufstitel „Professor“ verliehen.

## Ehrungen
- Im Oktober 2013 wurde ihm das Österreichische Ehrenkreuz für Wissenschaft und Kunst überreicht.[1]
- 2014 wurde er mit dem Titel Wissenschaftlicher Konsulent der Oberösterreichischen Landesregierung geehrt.[8]
- 2018 wurde ihm durch Beschluss des Präsidiums der Österreichischen Numismatischen Gesellschaft die „Josef Schreiner-Verdienstmedaille“ verliehen.[9]
- 2022 wurde ihm der Berufstitel „Professor“ verliehen.

## Publikationen
- Die Medaillen und Plaketten auf bedeutende oberösterreichische Numismatiker. In: Festschrift 25 Jahre Numismatische Arbeitsgemeinschaft. Linz 1976, S. 33–54, und: Jahrbuch des Oberösterreichischen Musealvereines. Band 121, Linz 1976, S. 33–54 (zobodat.at [PDF]).
- Der "Assegno Circulare". In: Mitteilungen der Österreichischen Numismatischen Gesellschaft. Band 20, 1977, S. 6.
- Abzeichen der politischen Parteien und militanten Organisationen in Oberösterreich 1918 bis 1939. In: Jahrbuch des Oberösterreichischen Musealvereines. Band 124, Linz 1979, S. 143–170 (zobodat.at [PDF]).
- Die Gedenkprägungen der Numismatischen Arbeitsgemeinschaft am Oö. Landesmuseum in Linz. In: Mitteilungen der Österreichischen Numismatischen Gesellschaft. Band 21, 1980, S. 148.
- 150 Jahre Oberösterreichischer Musealverein. In: Mitteilungen der Österreichischen Numismatischen Gesellschaft. Band 23, 1983, S. 67.
- Zum 150. Geburtstag des Numismatikers Dr. Friedrich Kenner. In: Jahrbuch des Oberösterreichischen Musealvereines. Band 129, Linz 1984, S. 203–210 (zobodat.at [PDF]).
- Zur Biographie von Friedrich Kenner. In: Mitteilungen der Österreichischen Numismatischen Gesellschaft. Band 24, Wien 1984, Nr. 4, S. 60–63.
- Die Numismatische Arbeitsgemeinschaft am Oberösterreichischen Landesmuseum in Linz. In: Mitteilungen der Österreichischen Numismatischen Gesellschaft. Nr. 26, Wien 1986, S. 46–47.
- Stefan Schwartz – Medailleur – Familienbiographie und Medaillenkatalog. Eigenverlag Peter Hauser, Linz, OÖ 1994.[10][11][12]
- Die Prägevarianten der 20-Schilling-Münzen 1980–1993. In: Mitteilungen der Österreichischen Numismatischen Gesellschaft. Band 36, 1996, S. 94.
- 50 Jahre Numismatiker – Organisation in Oberösterreich 1998. In: Mitteilungen der Österreichischen Numismatischen Gesellschaft. Band 40, 2000, S. 80.
- Die Kriegsmedaille. In: Numismatische Zeitschrift. Band 108/109, 2001, S. 309–318.
- Friedrich Mayr – ein oberösterreichischer Medailleur. In: Mitteilungen der Österreichischen Numismatischen Gesellschaft. Band 44, 2004, S. 140.
- Katalog meiner Sammlung von Medaillen, Plaketten und Jetons aus der Regierungszeit der Kaiser Ferdinand I. und Franz Josef I. 2 Bände. Verlag Ferdinand Berger, 2006, ISBN 3-85028-424-7.
- Katalog meiner Sammlung von Medaillen, Plaketten und Jetons – Österreich ab 1918. Verlag Ferdinand Berger, 2018, ISBN 978-3-85028-713-5.
- Katalog meiner Universalsammlung von Medaillen, Plaketten und Jetons auf geistliche und weltliche Personen, Firmen – Geldinstitute – Hotels etc. sowie Nachtrag zu Österreich ab 1918. Verlag Ferdinand Berger, Wien 2020, ISBN 978-3-85028-920-7.

Als Übersetzer:
- Josef Mareš: Wenzel Seidan und seine Werke. In: Mitteilungen der Österreichischen Numismatischen Gesellschaft. 38(3), 1998, S. 49–64.